# فرانسیس گیلی
فرانسیس گیلی (انگلیسی: Francis Gailey; ۲۱ ژانویهٔ ۱۸۸۲ – ۱۰ ژوئیهٔ ۱۹۷۲) یک شناگر اهل  ایالات متحده آمریکا بود.
وی در بازی‌های المپیک تابستانی ۱۹۰۴ در مجموع برندهٔ ۳ مدال نقره و ۱ مدال برنز شده‌است.